# Vienna Center
Vienna Center és una concentració de població designada pel cens dels Estats Units a l'estat d'Ohio. Segons el cens del 2000 tenia 994 habitants.

## Demografia
Segons el cens del 2000, Vienna Center tenia 994 habitants, 371 habitatges, i 278 famílies. La densitat de població era de 90,5 habitants per km².
Dels 371 habitatges en un 31,3% hi vivien nens de menys de 18 anys, en un 68,5% hi vivien parelles casades, en un 4,9% dones solteres, i en un 24,8% no eren unitats familiars. En el 20,2% dels habitatges hi vivien persones soles el 7,8% de les quals corresponia a persones de 65 anys o més que vivien soles. El nombre mitjà de persones vivint en cada habitatge era de 2,67 i el nombre mitjà de persones que vivien en cada família era de 3,13.
Per edats la població es repartia de la següent manera: un 24,3% tenia menys de 18 anys, un 7,2% entre 18 i 24, un 27,5% entre 25 i 44, un 27,6% de 45 a 60 i un 13,4% 65 anys o més.
L'edat mediana era de 40 anys. Per cada 100 dones de 18 o més anys hi havia 104,3 homes.
La renda mediana per habitatge era de 47.115 $ i la renda mediana per família de 51.923 $. Els homes tenien una renda mediana de 35.781 $ mentre que les dones 26.346 $. La renda per capita de la població era de 17.943 $. Aproximadament l'1,8% de les famílies i el 3,1% de la població estaven per davall del llindar de pobresa.

## Poblacions més properes
El següent diagrama mostra les poblacions més properes.